# Leo Uulas

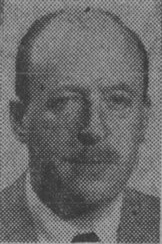
Leo Uulas

Leo Uulas, född 6 mars 1911 i Finland, död 14 maj 1985 i Stockholm, var en svensk-finsk arkitekt.
Uulas studerade vid Kungliga tekniska högskolan i Stockholm med examen 1941, och fortsatta studier vid Kungliga Konsthögskolan. Han var anställd vid  Centrala sjukvårdsberedningen i Stockholm 1948-1956. Han startade Uulas Arkitekter i Stockholm 1953. I samband med byggnationen av Centralsjukhuset i Kristianstad startades i mitten 1960-talet en filial i Kristianstad, som drevs vidare även efter verksamheten i Stockholm lades ner. Uulas står bakom ett flertal lasarett, bland annat i Kristianstad, Eskilstuna och Sala. Han var arkitekt vid utbyggnaden av Johannesbergsområdet i Mariestad.
Firman Uulas Arkitekter AB i Kristianstad köptes 2018 upp av Krook & Tjäder.

## Bilder

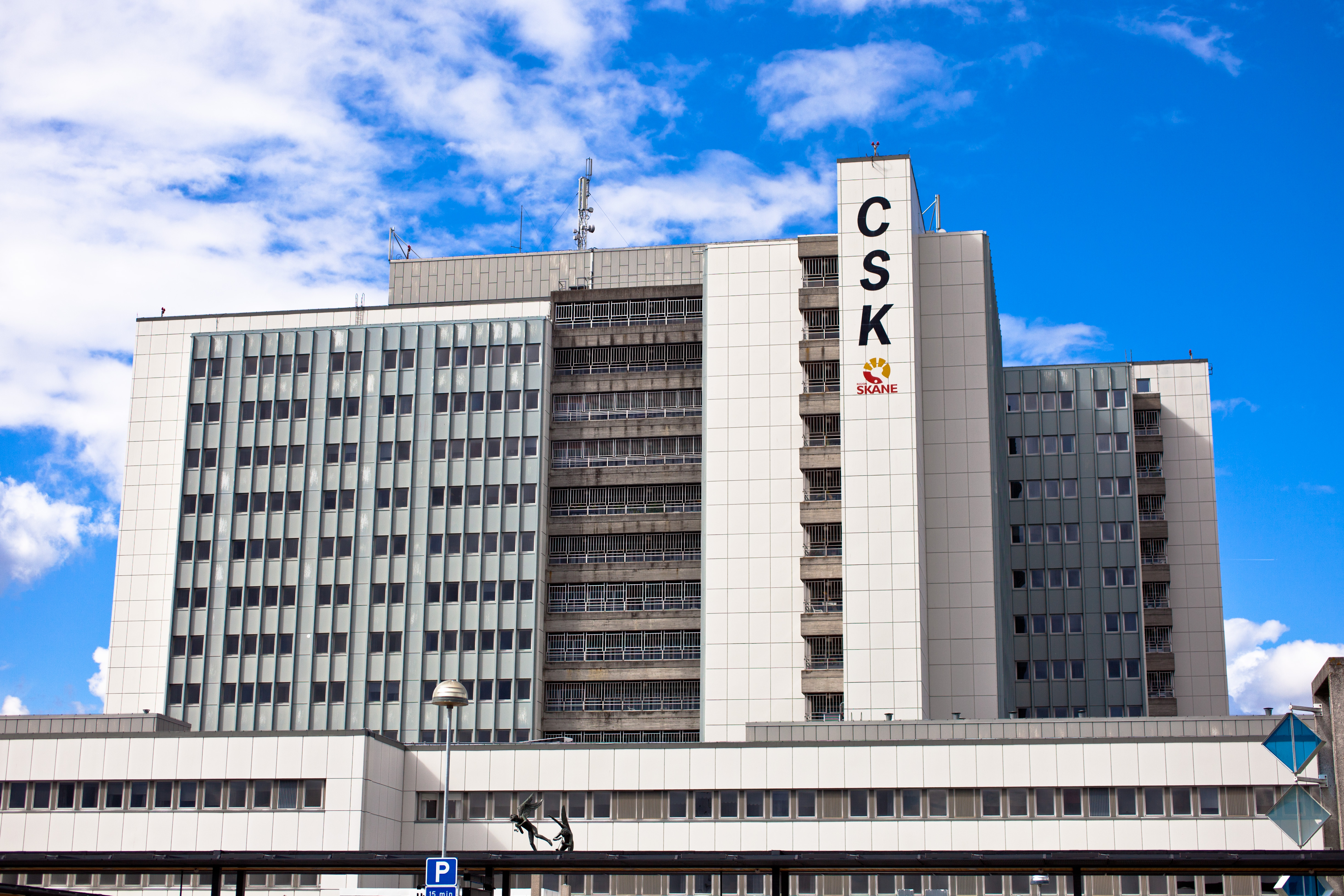
Centralsjukhuset Kristianstad
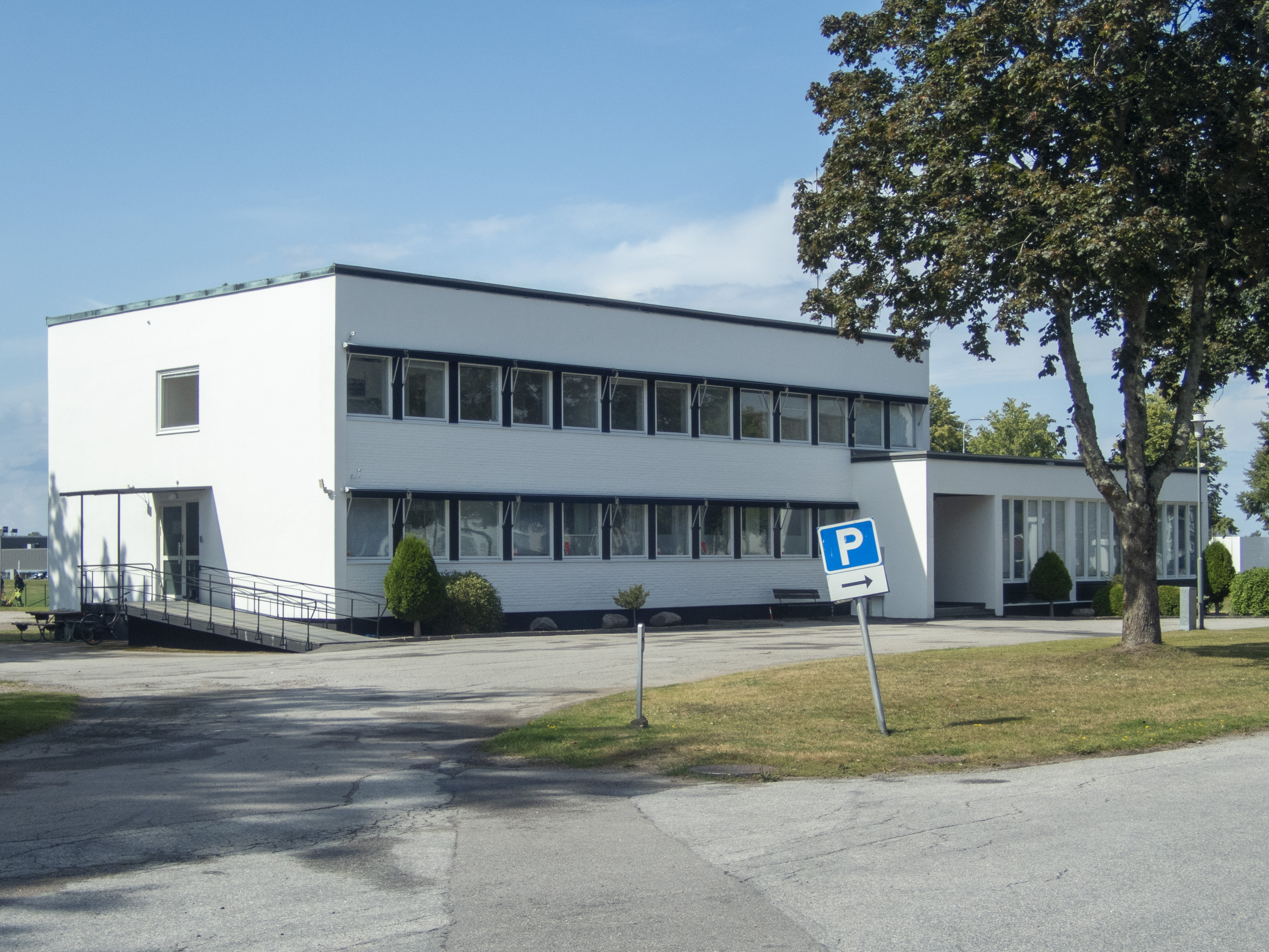
Johannesberg, administrationsbyggnad
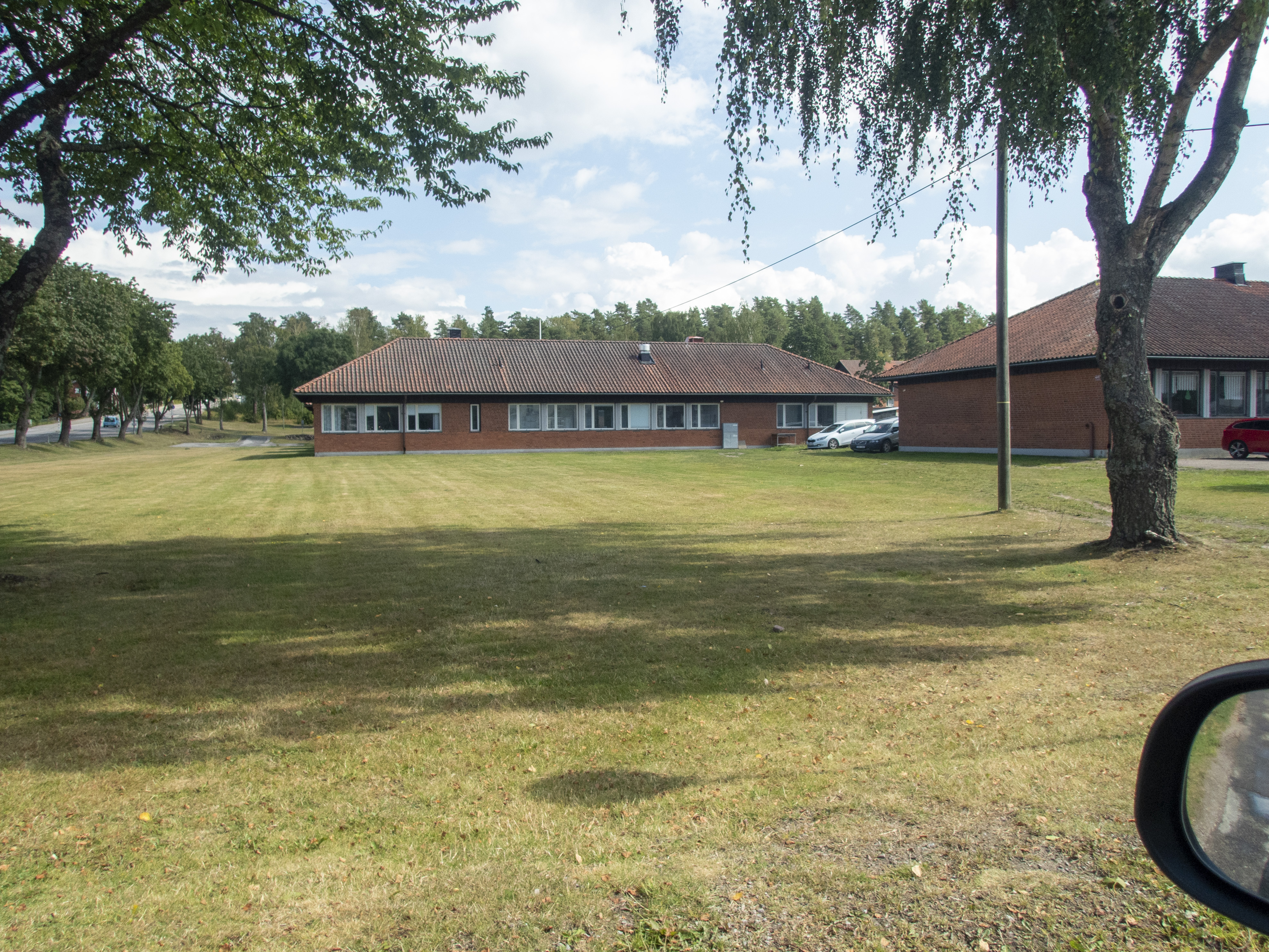
Johannesberg, institutionsbyggnader
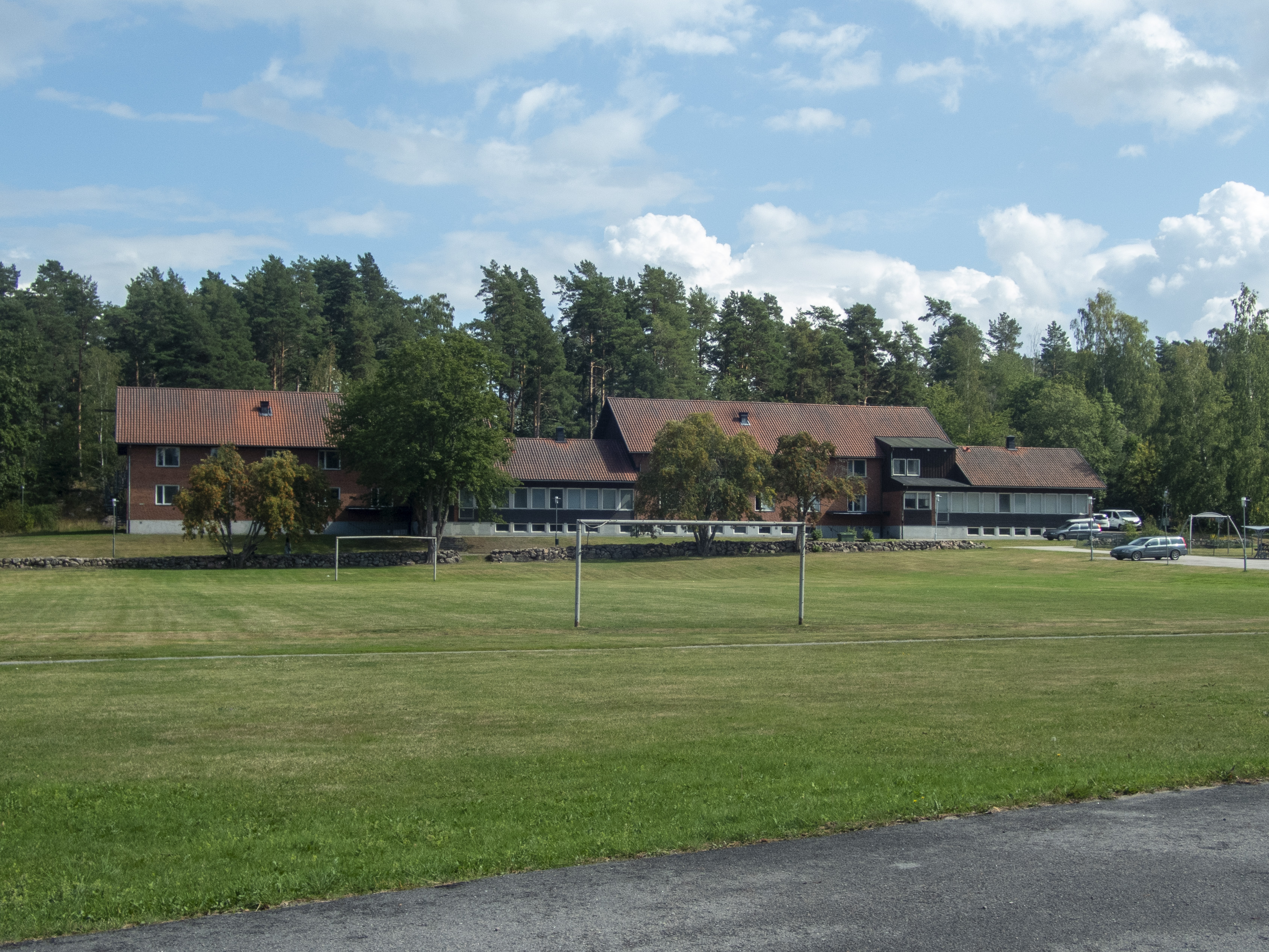
Johannesberg, institutionsbyggnader